# 贾雨岚
贾雨岚（1961年3月10日—），中国当代女演员，国家一级演员。毕业于中央戏剧学院表演系80届，第十九届戏剧“梅花奖”得主。现任中国煤矿文工团话剧团团长。

## 电影作品
- 《高山下的花环》（1984年）饰演：柳岚
- 《世界奇案的最后线索》（1985年）饰演：司文
- 《你的微笑》（1986年）饰演：陈蔼然
- 《神秘失踪的船》（1990年）
- 《北京的哥》（2007年）饰演：于萍

等

## 电视剧作品
- 《人生几度秋凉》（2003年）饰演：富太太
- 《无字碑歌》（2004年）饰演：千金公主
- 《大宋提刑官》（2005年）客串：女班主
- 《走西口》（2009年） 主演：梁母
- 《老大的幸福》（2010年）饰演：辛雯

等